# Wuppertal Hauptbahnhof
Wuppertal Hauptbahnhof vasútállomás Németországban, wuppertali Elberfeld városrészben. A német vasútállomás-kategóriák közül a második csoportba tartozik.

## Vasútvonalak
Az állomást az alábbi vasútvonalak érintik:
- Düsseldorf–Elberfeld-vasútvonal

## Forgalom

### Regionális
| Járat | Útvonal | Ütem |
| ----- | --- | --- |
| RE 4  | Wupper-Express: Aachen Hbf – Aachen Schanz – Aachen West – Herzogenrath – Übach-Palenberg – Geilenkirchen – Lindern – Hückelhoven-Baal – Erkelenz – Rheydt Hbf – Mönchengladbach Hbf – Neuss Hbf – Düsseldorf Hbf – Wuppertal-Vohwinkel – Wuppertal Hbf – Wuppertal-Barmen – Wuppertal-Oberbarmen – Schwelm – Ennepetal (Gevelsberg) – Hagen Hbf – Witten Hbf – Dortmund Hbf                                                                                     | 60 perc |
| RE 7  | Rhein-Münsterland-Express: Rheine – Emsdetten – Greven – Münster Hbf – Münster-Hiltrup – Drensteinfurt – Hamm – Bönen – Unna – Holzwickede – Schwerte – Hagen Hbf – Ennepetal (Gevelsberg) – Schwelm – Wuppertal-Oberbarmen – Wuppertal Hbf – Solingen Hbf – Opladen – Köln Messe/Deutz – Köln Hbf – Dormagen – Neuss Hbf – Meerbusch-Osterath – Krefeld-Oppum – Krefeld Hbf                                                                                     | 60 perc |
| RE 13 | Maas-Wupper-Express: Hamm (Westf) – Bönen – Unna – Holzwickede – Schwerte (Ruhr) – Hagen Hbf – Ennepetal (Gevelsberg) – Schwelm – Wuppertal-Oberbarmen – Wuppertal-Barmen – Wuppertal Hbf – Wuppertal-Vohwinkel – Düsseldorf Hbf – Neuss Hbf – Mönchengladbach Hbf – Viersen – Dülken – Boisheim – Breyell – Kaldenkirchen – Venlo A 2015-ös decemberi menetrend alapján                                                                                         | 60 perc |
| RB 48 | Rhein-Wupper-Bahn: Wuppertal-Oberbarmen – Wuppertal-Barmen – Wuppertal Hbf – Wuppertal-Vohwinkel – Haan-Gruiten – Haan – Solingen Hbf – Leichlingen – Opladen – Leverkusen-Schlebusch – Köln-Mülheim – Köln Messe/Deutz – Köln Hbf – Köln West – Köln Süd – Hürth-Kalscheuren – Brühl – Sechtem – Roisdorf – Bonn Hbf – Bonn UN Campus (nur Richtung Bonn-Mehlem) – Bonn-Bad Godesberg – Bonn-Mehlem Stand: Eröffnung Haltepunkt Bonn UN Campus 1. November 2017 | 30 perc (Wu-Oberbarmen – Köln Hbf) 30 (HVZ) / 60 perc (Köln Hbf – Bonn Hbf) 60 perc (Bonn Hbf – Bonn-Mehlem) |

### Távolsági
| Járat  | Útvonal | Útvonal | Útvonal | Ütem             |
| ------ | --- | --- | --- | ---------------- |
| ICE 10 | Berlin Gesundbrunnen – Berlin – Berlin-Spandau – Stendal – Wolfsburg – Hannover – Bielefeld – Hamm – Hagen – Wuppertal – Köln – Bonn – Andernach – Koblenz | Berlin Gesundbrunnen – Berlin – Berlin-Spandau – Stendal – Wolfsburg – Hannover – Bielefeld – Hamm – Hagen – Wuppertal – Köln – Bonn – Andernach – Koblenz | Berlin Gesundbrunnen – Berlin – Berlin-Spandau – Stendal – Wolfsburg – Hannover – Bielefeld – Hamm – Hagen – Wuppertal – Köln – Bonn – Andernach – Koblenz | óránként         |
| ICE 31 | Hamburg-Altona – Hamburg Dammtor – Hamburg – Bréma – Osnabrück – Münster (Westf) – Dortmund – Hagen – Wuppertal – Solingen – Köln – Bonn – Koblenz – Mainz – Frankfurt Flughafen – Frankfurt – / Hanau – Würzburg – Nürnberg – Ingolstadt – München                        | Hamburg-Altona – Hamburg Dammtor – Hamburg – Bréma – Osnabrück – Münster (Westf) – Dortmund – Hagen – Wuppertal – Solingen – Köln – Bonn – Koblenz – Mainz – Frankfurt Flughafen – Frankfurt – / Hanau – Würzburg – Nürnberg – Ingolstadt – München                        | Hamburg-Altona – Hamburg Dammtor – Hamburg – Bréma – Osnabrück – Münster (Westf) – Dortmund – Hagen – Wuppertal – Solingen – Köln – Bonn – Koblenz – Mainz – Frankfurt Flughafen – Frankfurt – / Hanau – Würzburg – Nürnberg – Ingolstadt – München                                                                                     | két vonatpár     |
| ICE 42 | Dortmund – Hagen – Wuppertal – Solingen – Köln – Siegburg/Bonn – Frankfurt Flughafen – Mannheim – Stuttgart – Ulm – Augsburg – München-Pasing – München | Dortmund – Hagen – Wuppertal – Solingen – Köln – Siegburg/Bonn – Frankfurt Flughafen – Mannheim – Stuttgart – Ulm – Augsburg – München-Pasing – München | Dortmund – Hagen – Wuppertal – Solingen – Köln – Siegburg/Bonn – Frankfurt Flughafen – Mannheim – Stuttgart – Ulm – Augsburg – München-Pasing – München | bizonyos vonatok |
| ICE 43 | (Hannover – Minden – Herford – Bielefeld – Gütersloh – Hamm –) Dortmund – Hagen – Wuppertal – Solingen – Köln – Siegburg/Bonn – Frankfurt Flughafen – Mannheim – Karlsruhe – Offenburg – Freiburg – Basel Bad – Basel SBB                                                  | (Hannover – Minden – Herford – Bielefeld – Gütersloh – Hamm –) Dortmund – Hagen – Wuppertal – Solingen – Köln – Siegburg/Bonn – Frankfurt Flughafen – Mannheim – Karlsruhe – Offenburg – Freiburg – Basel Bad – Basel SBB                                                  | (Hannover – Minden – Herford – Bielefeld – Gütersloh – Hamm –) Dortmund – Hagen – Wuppertal – Solingen – Köln – Siegburg/Bonn – Frankfurt Flughafen – Mannheim – Karlsruhe – Offenburg – Freiburg – Basel Bad – Basel SBB | bizonyos vonatok |
| ICE 91 | Dortmund – Hagen – Wuppertal – Solingen – Köln – Bonn – Koblenz – Mainz – Frankfurt Flughafen – Frankfurt – Hanau – Würzburg – Nürnberg – Regensburg – Plattling – Passau – Wels – Linz – St. Pölten – Wien Meidling – Wien                                                | Dortmund – Hagen – Wuppertal – Solingen – Köln – Bonn – Koblenz – Mainz – Frankfurt Flughafen – Frankfurt – Hanau – Würzburg – Nürnberg – Regensburg – Plattling – Passau – Wels – Linz – St. Pölten – Wien Meidling – Wien                                                | Dortmund – Hagen – Wuppertal – Solingen – Köln – Bonn – Koblenz – Mainz – Frankfurt Flughafen – Frankfurt – Hanau – Würzburg – Nürnberg – Regensburg – Plattling – Passau – Wels – Linz – St. Pölten – Wien Meidling – Wien | bizonyos vonatok |
| IC 31  | Kiel – Neumünster – | Hamburg Dammtor – | Hamburg – Hamburg-Harburg – Bréma – Diepholz – Osnabrück – Münster – Hamm – Dortmund – Hagen – Wuppertal – Solingen – Köln – Bonn – Remagen – Andernach – Koblenz – Boppard – Bingen – Mainz – Frankfurt Flughafen – Frankfurt – (Hanau – Aschaffenburg – Würzburg – Nürnberg – Neumarkt – Regensburg – Straubing – Plattling – Passau) | kétóránként      |
| IC 31  | Hamburg-Altona – | Hamburg Dammtor – | Hamburg – Hamburg-Harburg – Bréma – Diepholz – Osnabrück – Münster – Hamm – Dortmund – Hagen – Wuppertal – Solingen – Köln – Bonn – Remagen – Andernach – Koblenz – Boppard – Bingen – Mainz – Frankfurt Flughafen – Frankfurt – (Hanau – Aschaffenburg – Würzburg – Nürnberg – Neumarkt – Regensburg – Straubing – Plattling – Passau) | kétóránként      |
| IC 31  | Lübeck – | | Hamburg – Hamburg-Harburg – Bréma – Diepholz – Osnabrück – Münster – Hamm – Dortmund – Hagen – Wuppertal – Solingen – Köln – Bonn – Remagen – Andernach – Koblenz – Boppard – Bingen – Mainz – Frankfurt Flughafen – Frankfurt – (Hanau – Aschaffenburg – Würzburg – Nürnberg – Neumarkt – Regensburg – Straubing – Plattling – Passau) | kétóránként      |
| IC 55  | Dresden – Dresden-Neustadt – Riesa – Leipzig – Flughafen Leipzig/Halle – Halle – Köthen – Schönebeck – Magdeburg – Helmstedt – Braunschweig – Hannover – Minden – Bad Oeynhausen – Herford – Bielefeld – Gütersloh – Hamm – Dortmund – Hagen – Wuppertal – Solingen – Köln | Dresden – Dresden-Neustadt – Riesa – Leipzig – Flughafen Leipzig/Halle – Halle – Köthen – Schönebeck – Magdeburg – Helmstedt – Braunschweig – Hannover – Minden – Bad Oeynhausen – Herford – Bielefeld – Gütersloh – Hamm – Dortmund – Hagen – Wuppertal – Solingen – Köln | Dresden – Dresden-Neustadt – Riesa – Leipzig – Flughafen Leipzig/Halle – Halle – Köthen – Schönebeck – Magdeburg – Helmstedt – Braunschweig – Hannover – Minden – Bad Oeynhausen – Herford – Bielefeld – Gütersloh – Hamm – Dortmund – Hagen – Wuppertal – Solingen – Köln                                                              | kétóránként      |

### S-Bahn
| Járat | Útvonal | Ütem                                                                      |
| ----- | --- | ------------------------------------------------------------------------- |
| S 7   | Der Müngstener: Wuppertal Hbf – Wuppertal-Unterbarmen – Wuppertal-Barmen – Wuppertal-Oberbarmen – Wuppertal-Ronsdorf – Remscheid-Lüttringhausen – Remscheid-Lennep – Remscheid Hbf – Remscheid-Güldenwerth – Solingen-Schaberg – Solingen Mitte – Solingen Grünewald – Solingen Hbf | 20 perc                                                                   |
| S 8   | Hagen Hbf – Hagen-Wehringhausen – Hagen-Heubing – Hagen-Westerbauer – Gevelsberg-Knapp – Gevelsberg Hbf – Gevelsberg-Kipp – Gevelsberg West – Schwelm – Schwelm West – Wuppertal-Langerfeld – Wuppertal-Oberbarmen – Wuppertal-Barmen – Wuppertal-Unterbarmen – Wuppertal Hbf – Wuppertal-Steinbeck – Wuppertal Zoologischer Garten – Wuppertal-Sonnborn – Wuppertal-Vohwinkel – Gruiten – Hochdahl-Millrath – Hochdahl – Erkrath – Düsseldorf-Gerresheim – Düsseldorf-Flingern – Düsseldorf Hbf – Düsseldorf-Friedrichstadt – Düsseldorf-Bilk – Düsseldorf Völklinger Straße – Düsseldorf-Hamm – Neuss Rheinpark-Center – Neuss Am Kaiser – Neuss Hbf – Büttgen – Kleinenbroich – Korschenbroich – Mönchengladbach-Lürrip – Mönchengladbach Hbf | 20 perc (M’gladbach Hbf–W-Oberbarmen) 20/40 perc (W-Oberbarmen–Hagen Hbf) |
| S 9   | Haltern am See – Marl-Hamm – Marl Mitte – Gelsenkirchen-Hassel – Gelsenkirchen-Buer Nord – Gladbeck West – Bottrop-Boy – Bottrop Hbf – Essen-Dellwig Ost – Essen-Gerschede – Essen-Borbeck – Essen-Borbeck Süd – Essen West – Essen Hbf – Essen-Steele – Essen-Überruhr – Essen-Holthausen – Essen-Kupferdreh – Velbert-Nierenhof – Velbert-Langenberg – Velbert-Neviges – Velbert-Rosenhügel – Wülfrath-Aprath – Wuppertal-Vohwinkel – Wuppertal-Sonnborn – Wuppertal Zoologischer Garten – Wuppertal-Steinbeck – Wuppertal Hbf | 20 perc (Bottrop Hbf–Wuppertal Hbf) 60 perc (Haltern am See–Bottrop Hbf)  |

### Wuppertali függővasút
| Járat | Útvonal | Ütem     |
| ----- | --- | -------- |
| 60    | Wuppertali függővasút: Vohwinkel Schwebebahn – Bruch – Hammerstein – Sonnborner Straße – Zoo/Stadion – Varresbecker Straße – Westende – Pestalozzistraße – Robert-Daum-Platz – Ohligsmühle – Hauptbahnhof – Kluse – Landgericht – Völklinger Straße – Loher Brücke – Adlerbrücke – Alter Markt – Werther Brücke – Wupperfeld – Oberbarmen Bf | 3-4 perc |

## Kapcsolódó állomások
A vasútállomáshoz az alábbi állomások vannak a legközelebb:
- Solingen Hauptbahnhof
- Köln Messe/Deutz állomás
- Hagen Hauptbahnhof (ICE 10)
- Köln Hauptbahnhof (ICE 10)
- Wuppertal-Steinbeck station (Kaarster See station, Mönchengladbach Hauptbahnhof, Haltern am See station, Recklinghausen Central Station, S28, S8, S9)
- Wuppertal-Unterbarmen station (Hagen Hauptbahnhof, Solingen Hauptbahnhof, S8, S9, S7)